# Revisorsrotation
Revisorsrotation innebär att ett företag som revideras, enligt lag är tvungna att byta sin revisor eller sitt revisionsföretag med jämna mellanrum.
Att med jämna mellanrum byta ut sin nyckelrevisor, det vill säga den eller de lagstadgade revisorer som har utsetts för ett specifikt revisionsuppdrag av ett revisionsföretag till huvudansvarig för att utföra en revision för revisorsföretagets räkning, och partner som är involverade i revisionsprocessen i företaget kallas partnerrotation. Partnerrotationen är vanligare i världen än vad rotation av hela revisionsföretaget är. Obligatorisk partnerrotation finns i t.ex. USA sedan 1970-talet, i Thailand och Taiwan sedan 2004, Australien sedan 2008  och i EU sedan 2016. 
Om samma revisor utför revisionen åt samma klient under en längre tid, kan det ses som ett hot mot revisorns oberoende eftersom nära relationer kan uppstå under denna tid. Syftet med obligatorisk revisorsrotation är således att revisorn/revisionsföretaget även i fortsättningen ska kunna antas vara oberoende .

## Reglering
I Europeiska Unionen har obligatorisk revisorsrotation tillämpats sedan år 2016 genom Europaparlamentets och Europarådets förordning om särskilda krav avseende lagstadgad revision av företag av allmänt intresse . Dessutom finns bestämmelser för revisorns oberoende i IESBAs (International Ethics Standards Board for Accountants) etikkod vilket har inverkan på revisorsrotationen bland de som omfattas av etikkoden.
Artikel 17 i EU-förordningen stadgar att samma revisor eller revisionsföretag får inneha ett revisionsuppdrag minst ett år och som längst tio år. I förordning ges dock medlemsstaterna möjligheten att i sin nationella lagstiftning fastställa en kortare maximitid för revisionsuppdrag i samma företag.
Förordningens bestämmelser om revisorsrotation finns till för säkerställa att revisionsuppdrag i företag av allmänt intresse inte utförs inom samma revisionsnätverk under en för lång tid, vilket skulle kunna påverka revisorns oberoende. I artikel 17.3 framkommer det att efter en fyraårig karenstid uppstår efter att den längsta möjliga varaktigheten för ett revisionsuppdrag inom samma företag löpt ut. Under karenstiden får varken revisorn, revisionsföretaget eller medlemmar i revisorns nätverk får utföra en revision för företaget.
I de fall där den valda revisorn för ett noterat företag är ett registrerat revisionsbolag kan uppdragstiden förlängas med ytterligare tio år om ett anbudsförfarande (enligt revisorsförordningens artikel 16.2-5) har genomförts när revisionsbolaget innehaft uppdraget i tio år .
Enligt artikel 17.7 ska den eller de nyckelrevisorer som är ansvariga för revisionen avsluta sin medverkan i uppdraget senast sju år från det att de utnämnts. Det betyder att den huvudansvariga revisorn inte får vara delaktig i uppdraget i mer än sju år. Efter denna tid måste den huvudansvariga revisorn bytas ut och får inte vara medlem i revisionsteamet under en period av två år .
Om ett företag av allmänt intresse har en fysisk person som revisor, en personvald revisor, får denna inneha uppdraget i max sju år och efter det följer en karenstid på fyra år, dvs längre tid än för en huvudansvarig revisor. 

## Forskning
Argument för att obligatorisk revisorsrotation är bland annat att relationen mellan klienten och revisorn/revisionsföretaget inte ska vara så långvarig att en nära relation mellan de båda parterna i revisionen ska hinna uppstå, vilket skulle kunna ha påverkan på revisorns oberoende . När en revisor haft ett revisionsuppdrag under en längre tid kan revisorn även börja behandla uppdraget som en upprepning från tidigare år och är då inte lika uppmärksam på förändrade omständigheter, vilket kan förhindras med en obligatorisk revisorsrotation .
Argument som talar mot revisorsrotationen är att kvaliteten på revisionen i viss forskning har konstaterats bli sämre av roteringar samtidigt som det leder till större kostnader för klienterna .
Kostnaderna blir större speciellt vid rotation av revisionsföretag eftersom ett nytt företag då måste samla information om klientens verksamhet. När revisionsföretaget roteras måste klienten och revisorn lära känna varandra och bygga upp en tillit för varandra vilket kan ta en tid 1 och om informationsutbytet inte är tillräckligt kan det ha en negativ inverkan på revisionens kvalitet .
Vid partnerrotation kan revisionsteamet till stora delar vara likadant förutom nyckelrevisorn, vilket gör att den klientspecifika informationen inte helt och hållet måste samlas in. 
Många företag driver en komplex verksamhet och för att revisorn skall kunna utföra en god revision måste denne ha en bra bild av företagets verksamhet, bransch samt företagsstruktur. . Därav kan ett långvarigt förhållande vara bättre för både klienten och revisorn. En nära relation mellan revisorn och klienten behöver inte alltid betyda att oberoendet påverkas, utan en nära relation behövs för att revisionsprocessen ska fungera och ett tillräckligt informationsutbyte ska kunna ske.
Forskning visar också att sannolikheten för noggrannare revisioner ökar om revisionsföretaget är medvetet om att en rotation kommer ske i framtiden och att ett annat revisionsföretag kan upptäcka något man haft överseende med. Kvaliteten på revisionen kan således bli bättre med obligatorisk revisorsrotation eftersom överseendet minskar .